# Campionati europei di atletica leggera 2014 - Salto con l'asta femminile
Il salto con l'asta femminile si tenne il 12 (Qualificazioni) e 14 agosto 2014.

## Results

### Qualification
4.50 m (Q) or at least 12 best performers (q) advanced to the Final.
| Pos | Gruppo | Nome                   | NAzione    | 4.00 | 4.15 | 4.25 | 4.35 | 4.45 | 4.50 | Misura | Note  |
| --- | ------ | ---------------------- | ---------- | ---- | ---- | ---- | ---- | ---- | ---- | ------ | ----- |
| 1   | A      | Carolin Hingst         | Germania   | –    | o    | o    | o    | o    |      | 4.45   | q     |
| 1   | A      | Jiřina Svobodová       | Rep. Ceca  | –    | –    | –    | o    | o    |      | 4.45   | q     |
| 3   | B      | Minna Nikkanen         | Finlandia  | –    | o    | o    | xo   | o    |      | 4.45   | q     |
| 3   | B      | Angelina Zhuk-Krasnova | Russia     | –    | –    | –    | xo   | o    |      | 4.45   | q     |
| 5   | A      | Angelica Bengtsson     | Svezia     | –    | o    | xo   | xo   | o    |      | 4.45   | q     |
| 6   | B      | Lisa Ryzih             | Germania   | –    | –    | –    | o    | xo   |      | 4.45   | q     |
| 6   | A      | Katerina Stefanidi     | Grecia     | –    | –    | –    | o    | xo   |      | 4.45   | q     |
| 8   | B      | Kira Grünberg          | Austria    | –    | o    | o    | xo   | xo   |      | 4.45   | q, NR |
| 8   | A      | Anzhelika Sidorova     | Russia     | –    | –    | –    | xo   | xo   |      | 4.45   | q     |
| 10  | B      | Alayna Lutkovskaya     | Russia     | –    | –    | o    | xxo  | xo   |      | 4.45   | q     |
| 10  | B      | Tina Šutej             | Slovenia   | –    | o    | xo   | xo   | xo   |      | 4.45   | q     |
| 12  | A      | Marion Lotout          | Francia    | –    | xxo  | xo   | xo   | xo   |      | 4.45   | q     |
| 13  | B      | Nikoléta Kiriakopoúlou | Grecia     | –    | –    | –    | o    | xxo  |      | 4.45   | q     |
| 14  | B      | Marion Fiack           | Francia    | o    | o    | o    | xo   | xxx  |      | 4.35   |       |
| 15  | B      | Anna Katharina Schmid  | Svizzera   | –    | xo   | o    | xo   | xxx  |      | 4.35   | SB    |
| 16  | A      | Naroa Agirre           | Spagna     | o    | o    | xo   | xxo  | xxx  |      | 4.35   |       |
| 17  | B      | Katharina Bauer        | Germania   | –    | –    | o    | xxx  |      |      | 4.25   |       |
| 17  | A      | Vanessa Boslak         | Francia    | –    | –    | o    | xxx  |      |      | 4.25   |       |
| 17  | A      | Nicole Büchler         | Svizzera   | –    | –    | o    | xxx  |      |      | 4.25   |       |
| 17  | B      | Romana Maláčová        | Rep. Ceca  | –    | o    | o    | xxx  |      |      | 4.25   |       |
| 17  | A      | Sonia Malavisi         | Italia     | –    | o    | o    | xxx  |      |      | 4.25   |       |
| 22  | B      | Roberta Bruni          | Italia     | –    | xo   | o    | xxx  |      |      | 4.25   |       |
| 23  | B      | Caroline Bonde Holm    | Danimarca  | –    | xo   | xxo  | xxx  |      |      | 4.25   |       |
| 24  | B      | Marta Onofre           | Portogallo | xo   | o    | xxx  |      |      |      | 4.15   |       |
| 25  | A      | Catia Pereira          | Portogallo | xo   | xxx  |      |      |      |      | 4.00   |       |
| 26  | A      | Maria Leonor Tavares   | Portogallo | xo   | xxx  |      |      |      |      | 4.00   |       |
| 27  | B      | Katrine Haarklau       | Norvegia   | xxo  | xxx  |      |      |      |      | 4.00   |       |
| NCL | A      | Hanna Sheleh           | Ucraina    | –    | r    |      |      |      |      | NM     |       |
| NCL | A      | Rebeka Šilhanová       | Rep. Ceca  | xxx  |      |      |      |      |      | NM     |       |

### Finale
| Pos | Nome                   | Nazione   | 4.35 | 4.45 | 4.55 | 4.60 | 4.65 | Misura | Note |
| --- | ---------------------- | --------- | ---- | ---- | ---- | ---- | ---- | ------ | ---- |
| 1   | Anzhelika Sidorova     | Russia    | xo   | o    | o    | –    | xxo  | 4.65   |      |
| 2   | Katerina Stefanidi     | Grecia    | –    | o    | xo   | xo   | xxx  | 4.60   |      |
| 3   | Angelina Zhuk-Krasnova | Russia    | –    | xo   | o    | xxo  | xxx  | 4.60   |      |
| 4   | Lisa Ryzih             | Germania  | –    | xxo  | xo   | xxo  | xxx  | 4.60   |      |
| 5   | Angelica Bengtsson     | Svezia    | xxo  | o    | xxx  |      |      | 4.45   |      |
| 6   | Jiřina Svobodová       | Rep. Ceca | xo   | xxo  | xxx  |      |      | 4.45   |      |
| 7   | Nikoléta Kiriakopoúlou | Grecia    | o    | xxx  |      |      |      | 4.35   |      |
| 7   | Alayna Lutkovskaya     | Russia    | o    | –    | xxx  |      |      | 4.35   |      |
| 7   | Minna Nikkanen         | Finlandia | o    | xxx  |      |      |      | 4.35   |      |
| 10  | Carolin Hingst         | Germania  | xxo  | xxx  |      |      |      | 4.35   |      |
| 10  | Tina Šutej             | Slovenia  | xxo  | xxx  |      |      |      | 4.35   |      |
| NCL | Kira Grünberg          | Austria   | xxx  |      |      |      |      | NM     |      |
| NCL | Marion Lotout          | Francia   | xxx  |      |      |      |      | NM     |      |